# Trubschachen
Trubschachen je mjesto u Švicarskoj u kantonu Bernu.

## Zemljopis
Trubschachen je na željezničkoj pruzi Luzern-Bern.

## Gospodarstvo
Kambly

## Vanjske poveznice
- Službena stranica